# Lapporten

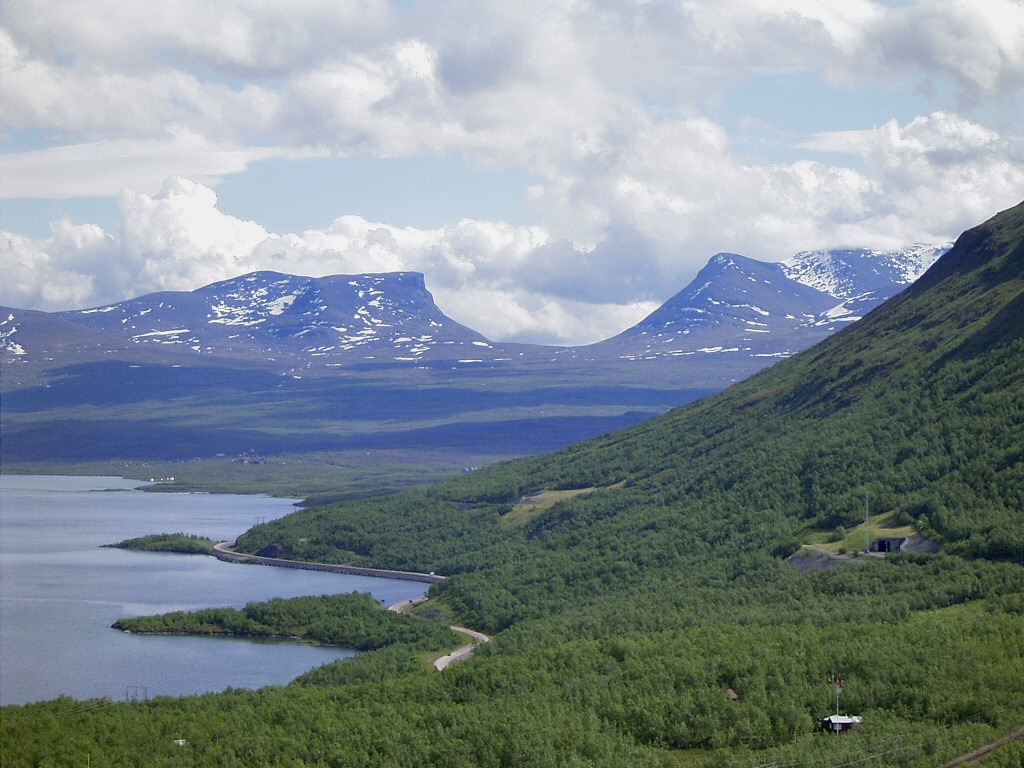
Lapporten sommartid.

Lapporten (nordsamiska: Čuonjávággi, "Tjuonavagge") är en nordväst-sydöstgående u-dal i Abiskoområdet i norra Sverige med en karaktäristisk profil. Lapporten är ett av Sveriges mest avbildade fjällmotiv.

## Geografi
Dalen avgränsas i sydväst av fjället Nissuntjårro och i nordost av Tjuonatjåkka, 1 540 respektive 1 721 meter över havet. Lapporten ligger inom Nissuntjårros Natura 2000-område. I mitten av dalen ligger sjön Čuonjájávri, 950 meter över havet, med utlopp åt nordväst mot Torneträsk via Miellejohka. Terrängen är lättgången men saknar markerad vandringsled.
Lapportens karaktäristiska u-formade profil har skapats av eroderande is.

## Namn
Čuonjávággi betyder på svenska Gåsdalen och Čuonjájávri Gåssjön.

## Bilder

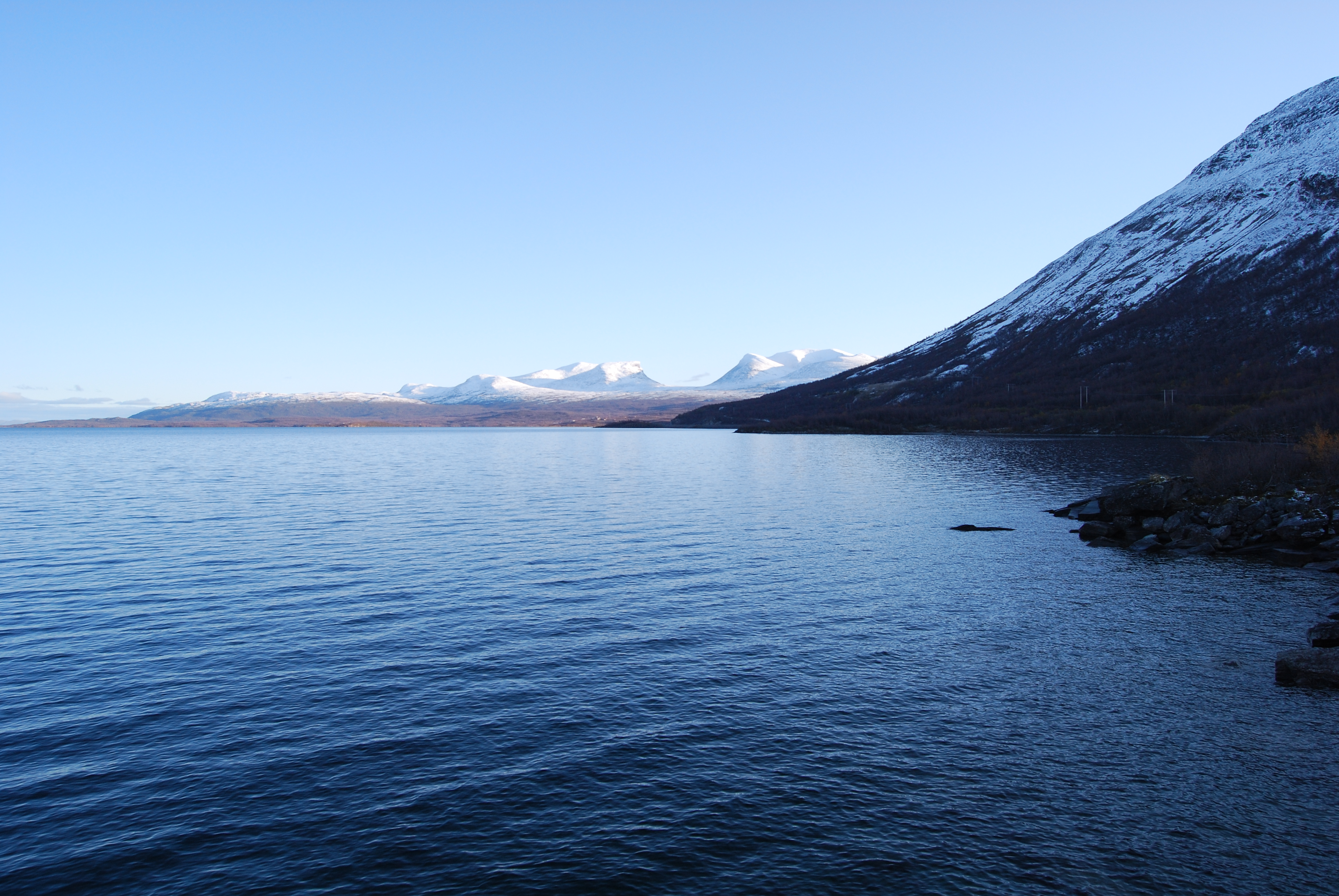
Lapporten hösttid.
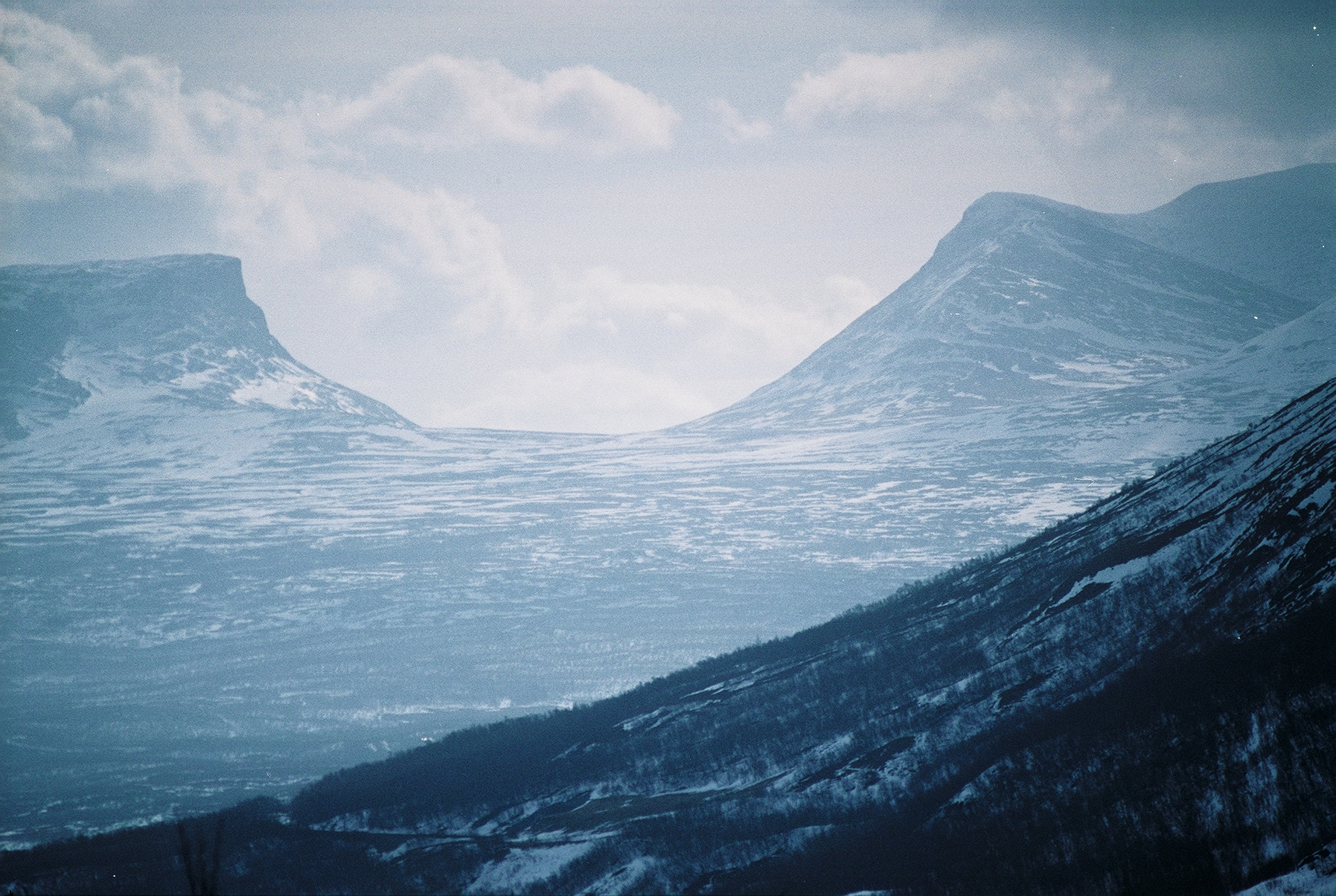
Lapporten vårtid.
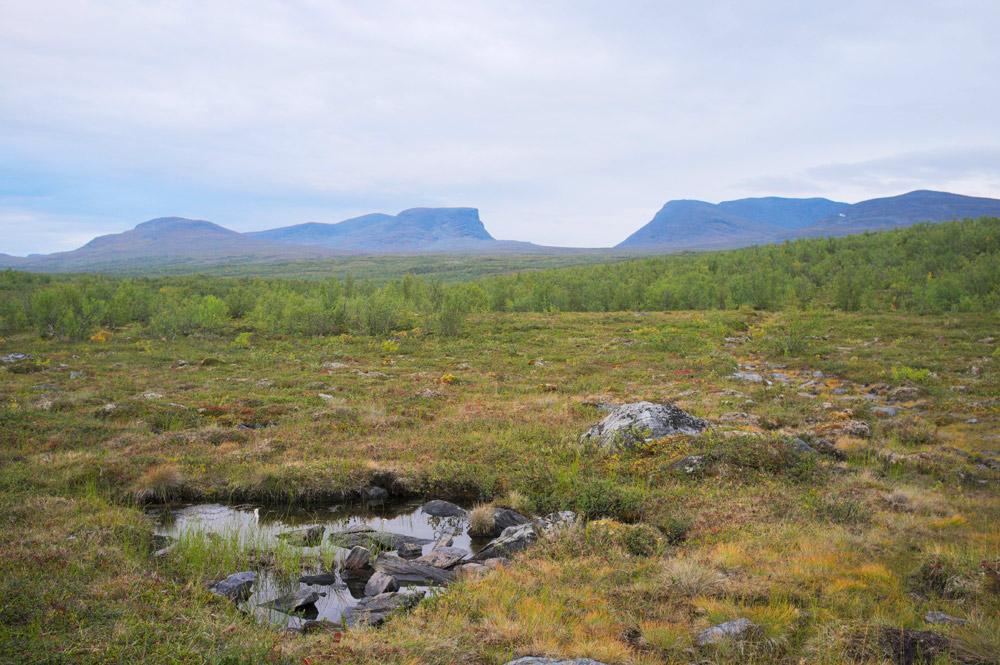
Lapporten under sensommaren.
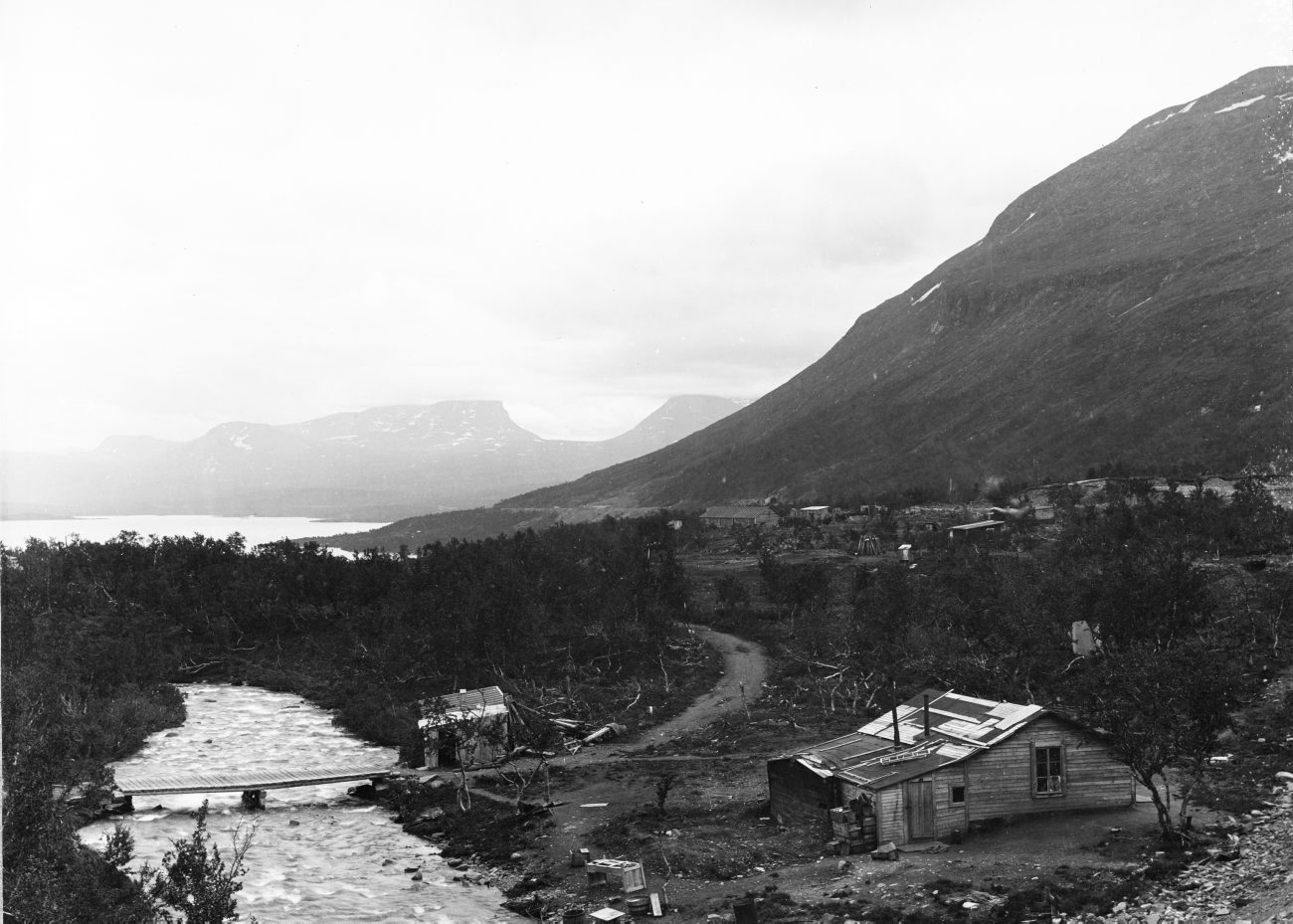
Utsikt över Torneträsk, Lappland. Lapporten i fonden, omkring 1900.

## Källhänvisningar
1. ↑  ”Länsstyrelsen Norrbotten”. Arkiverad från originalet den 4 mars 2016. https://web.archive.org/web/20160304022753/http://www.lansstyrelsen.se/norrbotten/Sv/djur-och-natur/friluftsliv/naturum/abisko/Pages/att-gora.aspx. Läst 7 augusti 2015.
2. ↑  Jönsson, Anders (2018-11-30). ”Lapporten” (på norskt bokmål). Store norske leksikon. http://snl.no/Lapporten. Läst 19 november 2022.